# Örebro Mikaels distrikt
Örebro Mikaels distrikt är från 2016 ett distrikt i Örebro kommun och Örebro län.
Distriktet ligger i tätorten Örebro.

## Tidigare administrativ tillhörighet
Distriktet inrättades 2016 och utgörs av en del av det område som fram till 1971 utgjorde Örebro stad.
Området motsvarar den omfattning Mikaels församling  hade vid årsskiftet 1999/2000 och som den fick 1977 efter utbrytning från Längbro församling.